# 宮坂宏美
宮坂 宏美（みやさか ひろみ）は、日本の翻訳家。宮城県出身、東京都在住。弘前大学人文学部卒業。ライターや電気通信会社、旅行会社の会社員を勤めたのち、フリーランスとして独立。
熊谷鉱司、亀井よし子、金原瑞人に師事。主な訳書に『アンドルー・ラング世界童話集』などがある。

## 主な訳書
- 『サラの旅路 - ヴィクトリア時代を生きたアフリカの王女』（ウォルター・ディーン・マイヤーズ、小峰書店） 2000
- 『ジャングルの国のアリス』（メアリー・ヘイスティングス・ブラッドリー、未知谷）2002
- 『ニューヨーク145番通り』（ウォルター・ディーン マイヤーズ、金原瑞人共訳、小峰書店）2003
- 「盗神伝」シリーズ（メーガン・ウェイレン・ターナー、金原瑞人共訳、あかね書房）2003
  - 『盗神伝〈I〉ハミアテスの約束』
  - 『盗神伝〈II〉アトリアの女王(前篇) - 復讐』
  - 『盗神伝〈III〉アトリアの女王(後篇) - 告白』
  - 『盗神伝〈IV〉新しき王(前篇) - 孤立』
  - 『盗神伝〈V〉新しき王(後篇) - 栄光』
- 『チョコレート病になっちゃった!?』（ロバート・K・スミス、山口みねやす絵、ポプラ社）2003
- 「ジュディ・モードとなかまたち」 シリーズ（メーガン・マクドナルド、ピーター・レイノルズ絵、小峰書店）2005
  - 『ジュディ・モードはごきげんななめ』  - 第52回産経児童出版文化賞受賞
  - 『ジュディ・モード、有名になる!』
  - 『ジュディ・モード、地球をすくう!』
  - 『ジュディ・モード、未来をうらなう!』
  - 『ジュディ・モード、医者になる!』
  - 『ジュディ・モードの独立宣言』
  - 『ジュディ・モード、世界をまわる!』
  - 『ジュディ・モード、大学にいく!』
  - 『ジュディ・モード、探偵になる!』
  - 『ジュディ・モードのビッグな夏休み』
  - 『ジュディ・モード、ラッキーになる!』
  - 『ジュディ・モードは宇宙人?』
- 「ランプの精 リトル・ジーニー」 シリーズ（ミランダ ジョーンズ、サトウユカ絵、ポプラ社） 2005 -
  - 『ランプの精 リトル・ジーニー(1) おねがいごとを、いってみて!』
  - 『ランプの精 リトル・ジーニー(2) 小さくなるまほうってすてき?』
  - 『ランプの精 リトル・ジーニー(3) ピンクのまほう』
  - 『ランプの精 リトル・ジーニー(4) ゆうれいにさらわれた!』
  - 『ランプの精 リトル・ジーニー(5) カウガールにへんしん!』
  - 『ランプの精 リトル・ジーニー(6) ジーニー・スクールへようこそ』
  - 『ランプの精 リトル・ジーニー(7) ふたりはモデル!』
  - 『ランプの精 リトル・ジーニー(8) アイドルにドキドキ!』
  - 『ランプの精 リトル・ジーニー(9) キュートなペット』
  - 『ランプの精 リトル・ジーニー(10) ハッピー・クリスマス!』
  - 『ランプの精 リトル・ジーニー(11) ゴキゲンなダンスコンテスト』
  - 『ランプの精 リトル・ジーニー(12) 名たんていにおまかせ!』
  - 『ランプの精 リトル・ジーニー(13) ときめきのドールショップ』
  - 『ランプの精 リトル・ジーニー(14) うきうき★キャンプ』
  - 『ランプの精 リトル・ジーニー(15) ちびっこジーニーをさがせ!』
  - 『ランプの精 リトル・ジーニー(16) ようこそ女王さま』
  - 『ランプの精 リトル・ジーニー(17) タイム・トラベル!』
  - 『ランプの精 リトル・ジーニー(18) ひみつの海のお友だち』
  - 『ランプの精 リトル・ジーニー(19) 空とぶおひっこし大作戦!』
  - 『ランプの精 リトル・ジーニー(20) ジーニーランドの卒業式』
  - 『リトル・ジーニーのひみつ』
- 「アンドルー・ラング世界童話集」（東京創元社、西村醇子監修、共訳）2008 - 2009
  - 『アンドルー・ラング世界童話集1 あおいろの童話集』
  - 『アンドルー・ラング世界童話集2 あかいろの童話集』
  - 『アンドルー・ラング世界童話集3 みどりいろの童話集』
  - 『アンドルー・ラング世界童話集4 きいろの童話集』
  - 『アンドルー・ラング世界童話集5 ももいろの童話集』
  - 『アンドルー・ラング世界童話集6 はいいろの童話集』
  - 『アンドルー・ラング世界童話集7 むらさきいろの童話集』
  - 『アンドルー・ラング世界童話集8 べにいろの童話集』
  - 『アンドルー・ラング世界童話集9 ちゃいろの童話集』
  - 『アンドルー・ラング世界童話集10 だいだいいろの童話集』
  - 『アンドルー・ラング世界童話集11 くさいろの童話集』
  - 『アンドルー・ラング世界童話集12 ふじいろの童話集』
- 「アビーとテスのペットはおまかせ!」シリーズ（トリーナ・ウィーブ、ポプラ社、ポップコーン・ブックス）
  - 『金魚はあわのおふろに入らない!?　アビーとテスのペットはおまかせ!1』 2005.8
  - 『トカゲにリップクリーム? アビーとテスのペットはおまかせ!2』 2006.2
  - 『コブタがテレビをみるなんて!	アビーとテスのペットはおまかせ!3』 2006.5
- 「マーメイド・ガールズ」シリーズ（ジリアン・シールズ、あすなろ書房）
  - 『マーメイド・ガールズ1 マリンのマジック・ポーチ』 2007.7
  - 『マーメイド・ガールズ2　サーシャと魔法のパール・クリーム』 2007.7
  - 『マーメイド・ガールズ3　スイッピーと銀色のイルカ』 2007.8
  - 『マーメイド・ガールズ4　リコと赤いルビー』 2007.8
  - 『マーメイド・ガールズ5　エラリーヌとアザラシの赤ちゃん』 2007.9
  - 『マーメイド・ガールズ6　ウルルと虹色の光』 2007.9
  - 『マーメイド・ガールズII - 1 バニラと白いゆうれい』 2008.7
  - 『マーメイド・ガールズII - 2 メロディのマーメイド・ハープ』 2008.7
  - 『マーメイド・ガールズII - 3 ハティと空飛ぶじゅうたん』 2008.7
  - 『マーメイド・ガールズII - 4 ユウキとクジラの友だち』 2008.7
  - 『マーメイド・ガールズII - 5 フローネのマジック・ロケット』 2008.8
  - 『マーメイド・ガールズII - 6 イバリンとひみつの火山』 2008.8
- 「きょうもトンデモ小学校」シリーズ（ダン・ガットマン、ポプラ社）
  - 『きょうもトンデモ小学校1 ヘンダ先生、算数できないの?』 2007.9
  - 『きょうもトンデモ小学校2 校長先生はごほうびがすき!?』 2008.1
  - 『きょうもトンデモ小学校3 マネルー先生 まねーるだいすき!』 2008.4
- 「名犬ボニーはマルチーズ」シリーズ（ベル・ムーニー、徳間書店）
  - 『名犬ボニーはマルチーズ1 ボニーがうちにやってきた』 2012.6
  - 『名犬ボニーはマルチーズ2 ボニー、ドッグショーに出る』 2012.8
  - 『名犬ボニーはマルチーズ3 ボニー、犬の学校にいく』 2012.12
  - 『名犬ボニーはマルチーズ4 ボニー、ゆうかいされる?』 2013.1
- 「トム・ゲイツ」シリーズ（リズ・ピーション、小学館）
  - 『トム・ゲイツ1　トホホなまいにち』 2013.11
  - 『トム・ゲイツ2　ステキないいわけ』 2014.1
- 「ゆうれい作家はおおいそがし」シリーズ（ケイト・クライス、ほるぷ出版）
  - 『オンボロ屋敷へようこそ　ゆうれい作家はおおいそがし1』 2014.6
  - 『ハカバのハロウィーン　ゆうれい作家はおおいそがし2』 2014.8
  - 『死者のコインをさがせ　ゆうれい作家はおおいそがし3』 2014.1
  - 『白い手ぶくろのひみつ　ゆうれい作家はおおいそがし4』 2015.3
- 「エミリーと妖精のひみつ」シリーズ（ホリー・ウェッブ、学研教育出版）
  - 『ドアの向こうは妖精の国!? エミリーと妖精のひみつ1』 2015.07
  - 『水の妖精をすくえ! エミリーと妖精のひみつ2』 2015.12

その他多数